# As Long as You Love Me (bài hát của Backstreet Boys)
"As Long As You Love Me" là một bài hát của ban nhạc nam nước Mỹ Backstreet Boys nằm trong album phòng thu đầu tay mang tên chính họ ở Hoa Kỳ và Backstreet's Back (1997) trên toàn cầu. Nó được phát hành như là đĩa đơn thứ hai trích từ hai album vào ngày 29 tháng 11 năm 1997 trên toàn cầu, và ở Hoa Kỳ vào ngày 21 tháng 10 năm 1997 bởi Jive Records. Bài hát được viết lời và sản xuất bởi Max Martin, cộng tác viên quen thuộc trong sự nghiệp của nhóm, với sự tham gia hỗ trợ sản xuất từ Kristian Lundin, và là một trong số những sự lựa chọn cuối cùng cho album. Đây là một bản pop ballad đề cập đến tình cảm chung thủy của một chàng trai cho người yêu của mình, dù cho cô ấy có như thế nào.
Sau khi phát hành, "As Long As You Love Me" đa phần nhận được những phản ứng tích cực từ các nhà phê bình âm nhạc, trong đó họ đánh giá cao quá trình sản xuất của nó. Bài hát cũng gặt hái những thành công vượt trội về mặt thương mại, đứng đầu bảng xếp hạng ở New Zealand và lọt vào top 10 ở hầu hết những quốc gia nó xuất hiện, bao gồm vuơn đến top 5 ở Úc, Áo, Canada, Đan Mạch, Đức, Hà Lan, Na Uy, Tây Ban Nha, Thụy Điển, Thụy Sĩ và Vương quốc Anh. Tại Hoa Kỳ, mặc dù không thể xuất hiện trên bảng xếp hạng Billboard Hot 100 do không được phát hành như là một đĩa đơn thương mại theo quy định lúc bấy giờ, nó đã nhận được nhiều lượt yêu cầu và phát sóng rộng rãi trên sóng phát thanh và lọt vào top 5 trên bảng xếp hạng sóng phát thanh tại đây.
Video ca nhạc cho "As Long As You Love Me" được đạo diễn bởi Nigel Dick, trong đó những thành viên của Backstreet Boys tham gia vào một buổi ghi hình thử vai, xen kẽ với những hình ảnh nhóm trình diễn bài hát ở cùng bối cảnh. Nó đã ngay lập tức nhận được nhiều lượt yêu cầu phát sóng trên những kênh truyền hình âm nhạc, và chiến thắng hạng mục MTV Select tại Giải Âm nhạc châu Âu của MTV năm 1997. Để quảng bá bài hát, Backstreet Boys đã trình diễn "As Long As You Love Me" trên nhiều chương trình truyền hình và lễ trao giải lớn, như Top of The Pops, Saturday Night Live, Dick Clark's New Year's Rockin' Eve và Giải Âm nhạc châu Âu của MTV năm 1997 cũng như trong tất cả những chuyến lưu diễn trong sự nghiệp của họ. Ngoài ra, nó cũng xuất hiện trong nhiều album tổng hợp của nhóm kể từ khi phát hành, bao gồm The Hits - Chapter One (2001), Playlist: The Very Best of Backstreet Boys (2010), NKOTBSB (2011) và The Essential Backstreet Boys (2013).

## Danh sách bài hát
Đĩa CD #1 tại Anh quốc
1. "As Long As You Love Me" (bản radio) - 3:32
2. "Quit Playing Games (With My Heart)" (E-Smoove Vocal Mix) - 6:48
3. "Everybody (Backstreet's Back)" (Funked Up Mix) - 7:13
4. "Every Time I Close My Eyes" - 3:52

Đĩa CD #2 tại Anh quốc
1. "As Long As You Love Me" (bản radio) - 3:32
2. "As Long As You Love Me" (bản Unplugged) - 3:32
3. "As Long As You Love Me" (bản không lời) - 3:30

Đĩa CD tại châu Âu
1. "As Long As You Love Me" (bản radio) - 3:32
2. "As Long As You Love Me" (bản Unplugged) - 3:32

## Xếp hạng
| Bảng xếp hạng (1997–98)               | Vị trí cao nhất |
| ------------------------------------- | --------------- |
| Úc (ARIA)                             | 2               |
| Áo (Ö3 Austria Top 40)                | 2               |
| Bỉ (Ultratop 50 Flanders)             | 4               |
| Bỉ (Ultratop 50 Wallonia)             | 7               |
| Canada (RPM)                          | 3               |
| Canada Adult Contemporary (RPM)       | 5               |
| Canada Dance/Urban (RPM)              | 4               |
| Đan Mạch (Tracklisten)                | 2               |
| Châu Âu (European Hot 100 Singles)    | 4               |
| Phần Lan (Suomen virallinen lista)    | 17              |
| Pháp (SNEP)                           | 19              |
| Đức (Official German Charts)          | 3               |
| Ireland (IRMA)                        | 6               |
| Ý (FIMI)                              | 9               |
| Hà Lan (Dutch Top 40)                 | 4               |
| Hà Lan (Single Top 100)               | 5               |
| New Zealand (Recorded Music NZ)       | 1               |
| Na Uy (VG-lista)                      | 5               |
| Scotland (OCC)                        | 4               |
| Tây Ban Nha (PROMUSICAE)              | 3               |
| Thụy Điển (Sverigetopplistan)         | 4               |
| Thụy Sĩ (Schweizer Hitparade)         | 4               |
| Anh Quốc (OCC)                        | 3               |
| Hoa Kỳ Radio Songs (Billboard)        | 4               |
| Hoa Kỳ Adult Contemporary (Billboard) | 3               |
| Hoa Kỳ Adult Pop Airplay (Billboard)  | 15              |
| Hoa Kỳ Pop Airplay (Billboard)        | 3               |
| Hoa Kỳ Rhythmic (Billboard)           | 9               |

| Bảng xếp hạng (1997)                 | Vị trí |
| ------------------------------------ | ------ |
| Australia (ARIA)                     | 40     |
| Austria (Ö3 Austria Top 40)          | 35     |
| Belgium (Ultratop 50 Flanders)       | 29     |
| Belgium (Ultratop 40 Wallonia)       | 36     |
| Canada (RPM)                         | 97     |
| Denmark (Tracklisten)                | 34     |
| Europe (European Hot 100 Singles)    | 23     |
| Germany (Official German Charts)     | 22     |
| Italy (FIMI)                         | 89     |
| Netherlands (Dutch Top 40)           | 24     |
| Netherlands (Single Top 100)         | 19     |
| Norway Autumn Period (VG-lista)      | 14     |
| Sweden (Sverigetopplistan)           | 12     |
| Switzerland (Schweizer Hitparade)    | 42     |
| UK Singles (Official Charts Company) | 25     |
| Bảng xếp hạng (1998)                 | Vị trí |
| Australia (ARIA)                     | 28     |
| Canada Adult Contemporary (RPM)      | 16     |
| Canada Dance/Urban (RPM)             | 46     |
| Europe (European Hot 100 Singles)    | 78     |
| Germany (Official German Charts)     | 93     |
| Netherlands (Dutch Top 40)           | 212    |
| New Zealand (Recorded Music NZ)      | 33     |
| US Radio Songs (Billboard)           | 6      |
| US Adult Contemporary (Billboard)    | 6      |

| Bảng xếp hạng (1990–99)    | Vị trí |
| -------------------------- | ------ |
| Netherlands (Dutch Top 40) | 160    |

## Chứng nhận
| Quốc gia                                                                           | Chứng nhận  | Số đơn vị/doanh số chứng nhận |
| ---------------------------------------------------------------------------------- | ----------- | ----------------------------- |
| Úc (ARIA)                                                                          | 2× Bạch kim | 140.000^                      |
| Bỉ (BEA)                                                                           | Vàng        | 0*                            |
| Đức (BVMI)                                                                         | Bạch kim    | 500.000^                      |
| Hà Lan (NVPI)                                                                      | Vàng        | 50.000^                       |
| New Zealand (RMNZ)                                                                 | Bạch kim    | 10.000*                       |
| Thụy Điển (GLF)                                                                    | Bạch kim    | 30.000^                       |
| Anh Quốc (BPI)                                                                     | Bạch kim    | 600.000‡                      |
| * Chứng nhận dựa theo doanh số tiêu thụ. ^ Chứng nhận dựa theo doanh số nhập hàng. |             |                               |